# Darwendale
Darwendale is een stadje in de provincie Mashonaland West, in Zimbabwe.
Het ligt ongeveer 62 km ten westen van Harare. Volgens de volkstelling van 1982 had het dorp een bevolking van 3264. Het dorp groeide vanuit boerderij Zimmerman waar in de jaren 1890 tabak werd verbouwd. In het noorden van het dorp werd chroom gedolven. Dit eens productieve tabaksproducerende knooppunt van Zimbabwe wordt nu vooral bezocht om te vissen. Bij de Darwendale Dam werd de grootste forelbaars van buiten de Verenigde Staten en Mexico gevangen op 25 juli 2004, met een gewicht van 8.2 kilogram.